# 像雾像雨又像风 (电视剧)
《像雾像雨又像风》是中国大陆在2001年播出的电视剧。故事以1930年代的上海滩为背景。赵宝刚导演，全30集。

## 角色
- 寇世勳饰杜云鹤（杜心雨之父，上海灘有权势之人物）
- 陈　坤饰陈子坤
- 罗海琼饰方紫仪
- 周　迅饰杜心雨（杜雲鶴之女）
- 陆　毅饰李英奇
- 李小冉饰安　琪
- 孙红雷饰杜萊青（杜云鹤的义子，通稱阿萊）
- 许还幻饰范丽君（李英奇的表妹，为了他而成了植物人）
- 刘瑞琪饰吴楚玉（安琪的母亲，杜云鹤的太太，杜心雨的继母）
- 俞洛生饰李荣生（李英奇的父亲，银行家）
- 杨　超饰老　酒
- 陆丁裕饰方华鑫
- 廖　凡饰吴伯平
- 马　睿饰陈月娥
- 刘鲁生饰管　家
- 石子良饰安源生

## 制作人员
- 出品人：徐文荣、韩三平、丁芯
- 制片人：赵宝刚、高成生、宋振山
- 制片主任：毕建华
- 总监制：朱咏雷、刘迪一、赵汉皋
- 监制：陆莹、陈海
- 总策划：赵宝刚、史东明、吴孝明、潘洪业
- 策划：吴宏亮、刘之毅
- 导演：赵宝刚、汪俊
- 编剧：张永琛、李晓明
- 摄像：王雷、王迎
- 美术：刘心刚
- 音乐：三宝
- 剪辑：杨薇
- 录音：林海、丁博昌
- 服装：刘心刚
- 化妆：夏娟
- 灯光：董富来

主题曲《是否爱过我》
- 演唱：孙楠、艾雨
- 作词：孙楠、那英、梁茫
- 作曲：三宝

片尾曲《让梦冬眠》
- 演唱：孙楠、艾雨
- 作词：梁茫
- 作曲：三宝

## 外部連結
- 豆瓣电影上《像雾像雨又像风》的資料 （简体中文）
- 像雾像雨又像风 （页面存档备份，存于）